# Vibrante múltipla bilabial sonora
A vibrante múltipla bilabial sonora é um fonema raramente encontrado em línguas. O símbolo no Alfabeto Fonético Internacional que representa o som é ⟨ʙ⟩, e o símbolo X-SAMPA equivalente é B\.

## Características
- Sua forma de articulação é o trinado, o que significa que é produzida pelo direcionamento do ar sobre um articulador para que vibre. Na maioria dos casos, ele só é encontrado como o lançamento vibrante de uma parada pré-nasalizada.
- Seu local de articulação é bilabial, o que significa que está articulado com os dois lábios.
- Sua fonação é sonora, o que significa que as cordas vocais vibram durante a articulação.
- É uma consoante oral, o que significa que o ar só pode escapar pela boca.
- Como o som não é produzido com fluxo de ar sobre a língua, a dicotomia central-lateral não se aplica.
- O mecanismo da corrente de ar é pulmonar, o que significa que é articulado empurrando o ar apenas com os pulmões e o diafragma, como na maioria dos sons.

## Ocorrência
| Língua       | Língua         | Palavra    | AFI          | Significado          | Notas                                                                                  |
| ------------ | -------------- | ---------- | ------------ | -------------------- | -------------------------------------------------------------------------------------- |
| Kele         | Kele           | [ᵐʙulim]   | [ᵐʙulim]     | 'rosto'              |                                                                                        |
| Komi-Permyak | Komi-Permyak   | Б унгаг    | [ʙuɲgag]     | 'Besouro do Esterco' | Geralmente paralinguístico. Esta é a única palavra verdadeira em que ela é encontrada. |
| Lizu         | Lizu           | T U ,      | [tʙ̩˥˩]       | 'feijão'             | Silábico; alofone de /u/ após /pʰ, p, b, tʰ, t, d/ inicial /pʰ, p, b, tʰ, t, d/ .      |
| Medumba      | Medumba        | m ʙ ʉ      | [mʙʉ́]        | 'cachorro'           |                                                                                        |
| Ngwe         | Dialeto Lebang | [àʙɨ́ ́]     | [àʙɨ́ ́]       | 'cinza'              |                                                                                        |
| Nias         | Nias           | simbi      | [siʙi]       | 'maxilar inferior'   |                                                                                        |
| Pirahã       | Pirahã         | kaoáíbogi  | [kàò̯áí̯ʙòˈɡì] | 'Espírito maligno'   | Alofone de /b/ antes de /o/                                                            |
| Pumi         | Pumi           | Biiv       | [pʙ̩˥]        | 'cavar'              | Silábico; alofone de /ə/ após /pʰ, p, b, tʰ, t, d/ .                                   |
| Titã         | Titã           | [ᵐʙutukei] | [ᵐʙutukei]   | 'placa de madeira'   |                                                                                        |
| Unua         | Unua           | [ᵐʙue]     | [ᵐʙue]       | 'porco'              |                                                                                        |
| Sangtam      | Sangtam        | [t ͡ʙʰʌ ̀]   | [t ͡ʙʰʌ ̀]     | 'prato'              | Fonêmico, como ͡/tʙ/, encontrado em ͡/tʙaŋ/ 'agulha'                                     |

A música do Knorkator "[Buchstabe]" (o título original é um glifo) no álbum Hasenchartbreaker de 1999 usa um som semelhante para substituir "br" em várias palavras de origem germânica.
Nas línguas Nova Guiné, o trinado bilabial é encontrado em Kwomtari e Sko línguas, bem como na linguagem Kilmeri. Nas de Vanuatu, é encontrado em várias línguas da família de Malekula: Ahamb, Ninde, Unua.

## Fonologia
Em muitas das línguas em que ocorre o trinado bilabial, ele aparece apenas como parte de uma parada bilabial pré-nasalizada com liberação vibrante. Isso se desenvolveu historicamente a partir de um stop pré-nasalizado antes de uma vogal posterior um pouco alta como [mbu]. Em tais casos, os sons muitas vezes ainda são limitados ao ambiente de um seguinte [u]. Mas os trinados na língua Mangbetu podem preceder qualquer vogal e às vezes são precedidos apenas por uma vogal nasal.